# Zrywarka (maszyna budowlana)

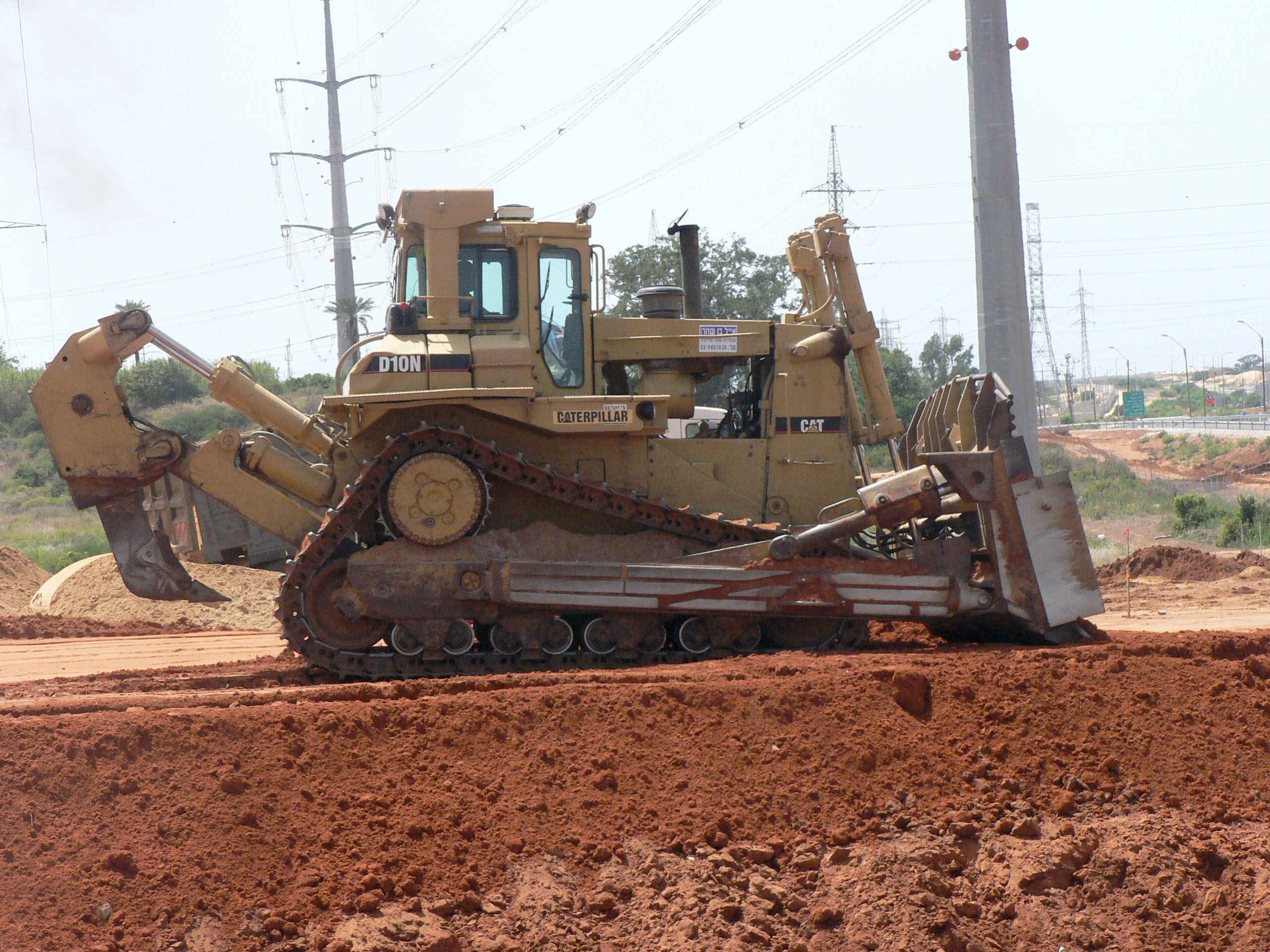
Spycharko-zrywarka

Zrywarka – maszyna do robót ziemnych wykorzystywana do spulchniania gruntu (podłoża) przed dalszym urabianiem lub usuwania starych nawierzchni.
Bardzo rzadko jest urządzeniem autonomicznym (z własnym napędem), najczęściej bywa zagregowana ze spycharką. Zrywarka składa się z ramy (zawieszonej wahadłowo z tyłu ciągnika) i zrywaka z zębami (pazurami) będącymi właściwym elementem roboczym. Praca zrywarką polega na ciągnięciu za ciągnikiem (np.: spycharką) zrywaka wbitego w urabiane podłoże.
Opcjonalnie urządzenie to wykorzystuje się do karczowania pniaków po wyrębie lasu.